# Карагай (Архангельський район)
Карага́й (рос. Карагай, башк. Ҡарағай) — присілок у складі Архангельського району Башкортостану, Росія. Входить до складу Узуларовської сільської ради.
Населення — 18 осіб (2010; 25 в 2002).
Національний склад:
- росіяни — 56 %
- башкири — 40 %